# Antônio Rogério Nogueira
Antônio Rogério Nogueira, född 2 juni 1976 i Vitória da Conquista, är en brasiliansk MMA-utövare som 2009–2020 tävlade i organisationen Ultimate Fighting Championship. Nogueiras tvillingbror Antônio Rodrigo Nogueira är också framgångsrik inom sporten.